# Robert Sassone

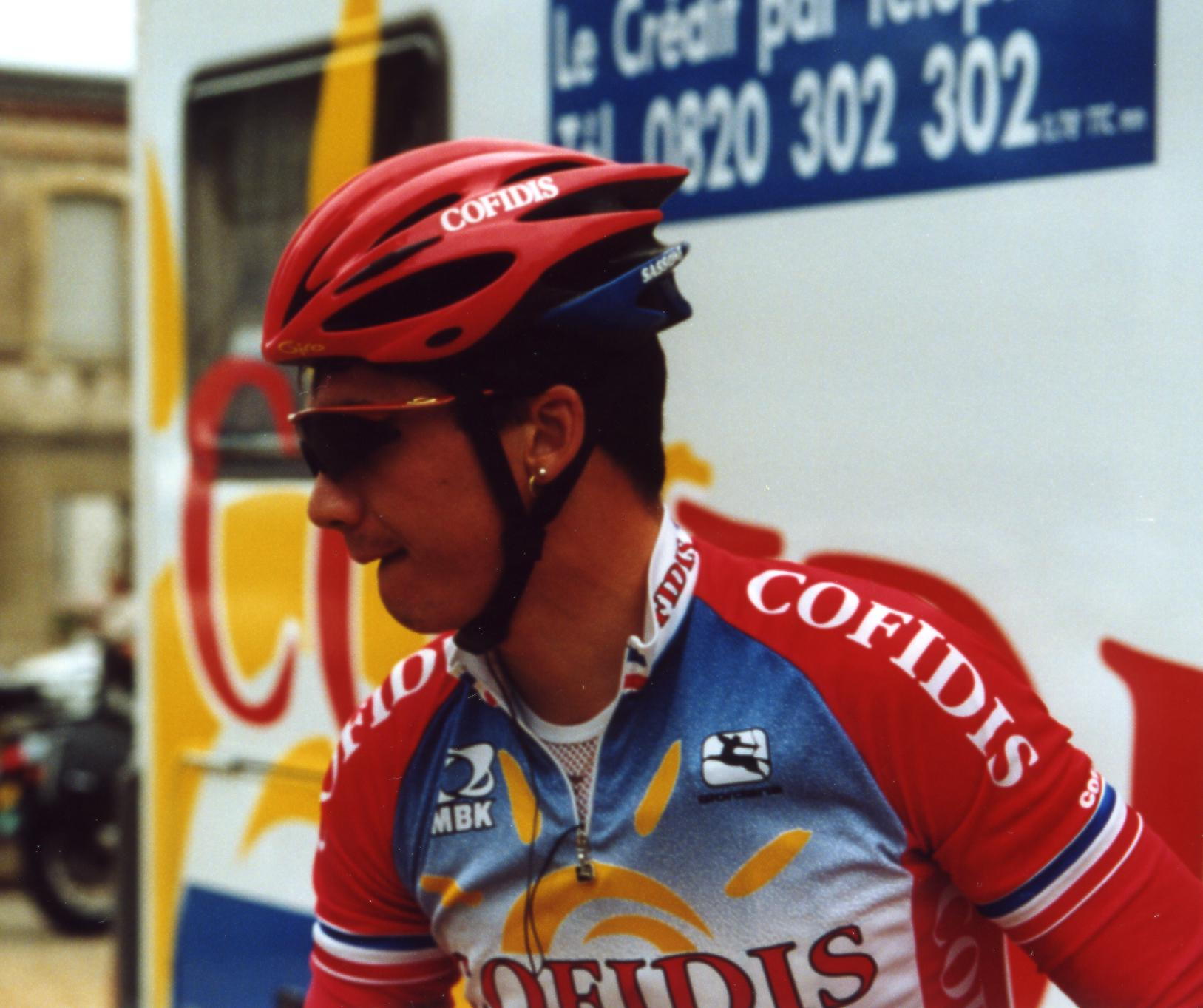
Robert Sassone (2001)

Robert Sassone (* 23. November  1978 in Nouméa; † 21. Januar  2016) war ein französischer Radrennfahrer.

## Werdegang
Robert Sassone war ein Spezialist für das Zweier-Mannschaftsfahren. 2001 wurde er in dieser Disziplin Weltmeister gemeinsam mit Jérôme Neuville. Bei den Olympischen Spielen 2000 in Sydney belegte er gemeinsam mit Christophe Capelle den zehnten Platz. 2003 errang Robert Sassone in Stuttgart den Vize-Weltmeistertitel im Scratch. Fünfmal konnte Sassone das Sechstagerennen im heimischen Nouméa gewinnen; sein Standardpartner war Jean-Michel Tessier. Ansonsten fuhr er in Europa vornehmlich kleinere Straßenrennen, aber auch die Vuelta a España 2002, die er als 217. der Gesamtwertung beendete.
2004 wurde Robert Sassone, bis Ende 2003 Mitglied der Équipe Cofidis, im Zuge der Cofidis-Affäre wegen des Besitzes von Dopingpräparaten zu einer Haftstrafe von sechs Monaten mit Bewährung verurteilt. Nach seinem letzten Sieg beim Sechstagerennen in Nouméa 2003 war er zudem positiv auf Doping getestet worden. Bei Durchsuchungen des Hauses von Sassone und seiner Frau, einer Radsportlerin, im südfranzösischen Hyères wurden EPO, Amphetamine und Anabolika gefunden. In einem offenen Brief entschuldigte er sich öffentlich für seinen „Fehler“, u. a. mit der Begründung, „die Welt des Radsports sei erbarmungslos“. In der Folge beendete Sassone, der als große Hoffnung für die Olympischen Spiele 2004 in Athen gegolten hatte, seine Karriere.
Robert Sassone nahm sich 2016 im Alter von 37 Jahren das Leben, nachdem er an Krebs erkrankt war. Nach Frank Vandenbroucke († 2009) und Philippe Gaumont († 2013) war er der dritte in die Cofidis-Affäre verwickelte Fahrer der ehemaligen Équipe Cofidis, der bereits in jungen Jahren starb.